# Haas F1

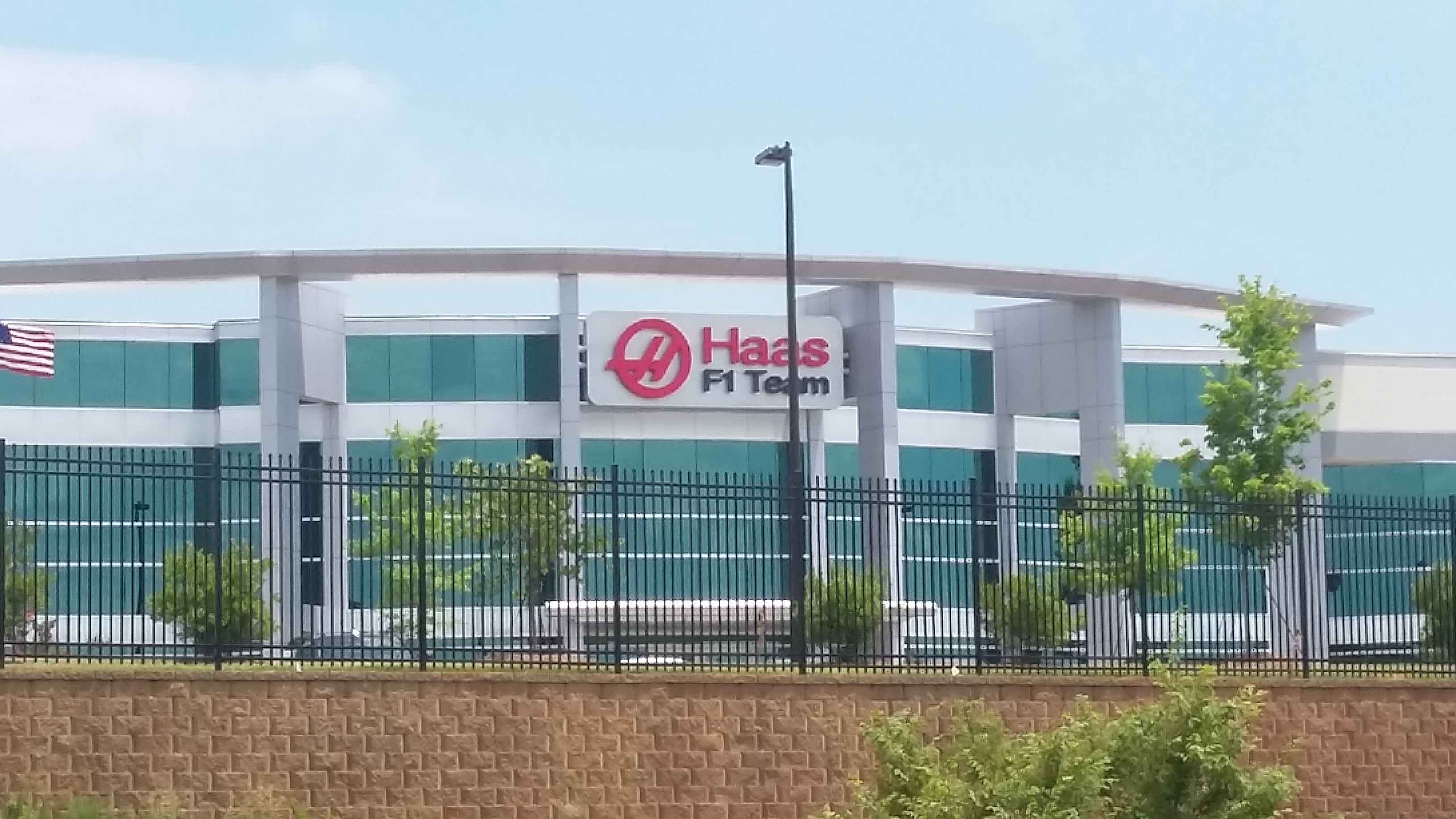
Główna siedziba zespołu Haas F1 w Kannapolis, USA

Haas Formula LLC, aktualnie występujący pod nazwą MoneyGram Haas F1 Team (wcześniej jako Haas Racing Developments, Rich Energy Haas F1 Team, Uralkali Haas F1 Team oraz Haas F1 Team) – amerykański zespół Formuły 1 założony w 2014 roku. Założycielem zespołu jest amerykański przedsiębiorca Gene Haas, natomiast dyrektorem jest japoński inżynier Ayao Komatsu. Główna siedziba znajduje się w Kannapolis (Karolina Północna), ze względów logistycznych zespół posiada europejską centralę w Banbury w Wielkiej Brytanii, która została zakupiona w 2014 roku od nieistniejącego już zespołu Marussia F1. Zespół Haas posiada także swój siostrzany zespół Stewart-Haas Racing, który występuje od 2002 roku w amerykańskiej serii wyścigowej NASCAR.

## Historia
W połowie grudnia 2013 roku Fédération Internationale de l’Automobile ogłosiła nabór na dwunasty zespół Formuły 1 w sezonie 2015. Na rok 2015 planowano wprowadzić ograniczenie budżetów zespołów, ale zamierzenia te nie zostały zrealizowane.
Zainteresowani wysłaniem aplikacji do FIA byli Gene Haas, Colin Kolles i Zoran Stefanović. Haas, amerykański założyciel koncernu Haas Automation, powołał w 2002 roku zespół NASCAR Haas CNC Racing z siedzibą w Kannapolis, przekształcony następnie przy pomocy Tony’ego Stewarta w Stewart-Haas Racing. Jego własnością jest także tunel aerodynamiczny w Concord, jeden z najbardziej zaawansowanych obiektów tego typu na świecie. Istotnie, 27 stycznia 2014 roku Amerykanin potwierdził, że wysłał aplikację, wpłacając przy tym wpisowe. Haas rzekomo preferował debiut zespołu w roku 2016.
Przy tworzeniu zespołu Formuły 1 – początkowo pod nazwą Haas Racing Developments – Gene Haas nawiązał współpracę z Güntherem Steinerem. Pogłoski mówiły, iż Haas planuje przeznaczyć na zespół Formuły 1 około sto milionów dolarów rocznie, a także, że nadwozia dla jego zespołu skonstruuje Dallara, a silniki dostarczy Ferrari. Sam Haas powiedział, że podjął wstępne rozmowy na temat dostarczania silników z Ferrari i Mercedesem, potwierdził także, iż pragnie skorzystać z nadwozi Dallary.
28 lutego FIA podjęła decyzję o opóźnieniu ogłoszenia nowego zespołu w sezonie 2015, nie uzasadniając jej. 11 kwietnia, po długim procesie oceny, zespół Haas Formula LLC został dopuszczony do startów w sezonie 2015.
Gene Haas powiedział, że główną siedzibą zespołu zostanie rozbudowany na początku 2014 roku oddział Stewart-Haas Racing w Kannapolis, gdzie projektowane i budowane będą samochody. Oznacza to, że Haas będzie pierwszym zespołem z bazą w Stanach Zjednoczonych od czasów Parnelli (1974–1976), jakkolwiek zespół planuje uruchomić bazę również w Europie. Mimo faktu korzystania z obiektów Stewart–Haas Tony Stewart nie będzie w żaden sposób powiązany z zespołem Formuły 1.
Na początku czerwca 2014 roku Gene Haas potwierdził przełożenie debiutu jego zespołu na rok 2016. To opóźnienie wynika z chęci lepszego przygotowania się do debiutu.
W czerwcu 2014 roku Gene Haas stwierdził, że Danica Patrick jest idealną kandydatką na miejsce kierowcy wyścigowego, i może być traktowana jako kandydatka na to miejsce. Następnie ogłosił, że jeżeli zatrudnienie Patrick nie byłoby możliwe, chciałby zatrudnić doświadczonego kierowcę Formuły 1 np. z sezonu 2014, drugim kierowcą mógłby zostać kierowca rozwijający się np. ze Stanów Zjednoczonych lub ze wsparciem sponsorskim. Patrick zdecydowanie odrzuciła możliwość startów w Formule 1. W listopadzie Haas ogłosił, że jest zainteresowany zatrudnieniem Adriana Sutila.
Miesiąc później Haas uiścił depozyt w wysokości 20 milionów dolarów, co miało potwierdzić jego wiarygodność wobec FIA i Formula One Management.
Na początku września Gene Haas zmienił nazwę zespołu na „Haas F1 Team”, uruchomił także stronę internetową. 3 września Haas F1 Team ogłosił, że dostawcą jednostek napędowych dla niego będzie Ferrari. Gene Haas zasugerował przy tym, że Ferrari być może dostarczy jego zespołowi również inne podzespoły.
W połowie listopada do Haasa dołączył wieloletni inżynier NASCAR, Matt Borland. Borland został wiceprezydentem do spraw technologii w Haas F1 Team oraz Stewart-Haas Racing.
Pod koniec 2014 roku zespół kupił fabrykę zespołu Marussia, znajdującą się w Banbury. Zakup uwzględniał również projekt modelu Manor MNR1, który miał przystąpić do sezonu 2015.
Na początku 2015 roku Dallara, produkująca nadwozia dla Haasa, rozpoczęła ich testy w tunelu aerodynamicznym.
Na początku lutego dyrektorem technicznym Haas F1 został Rob Taylor, wcześniej pracujący dla Jaguara, Red Bulla i McLarena. W marcu nowymi pracownikami Haasa zostali Dave O’Neill (dyrektor) oraz Ben Agathangelou (szef ds. aerodynamiki).

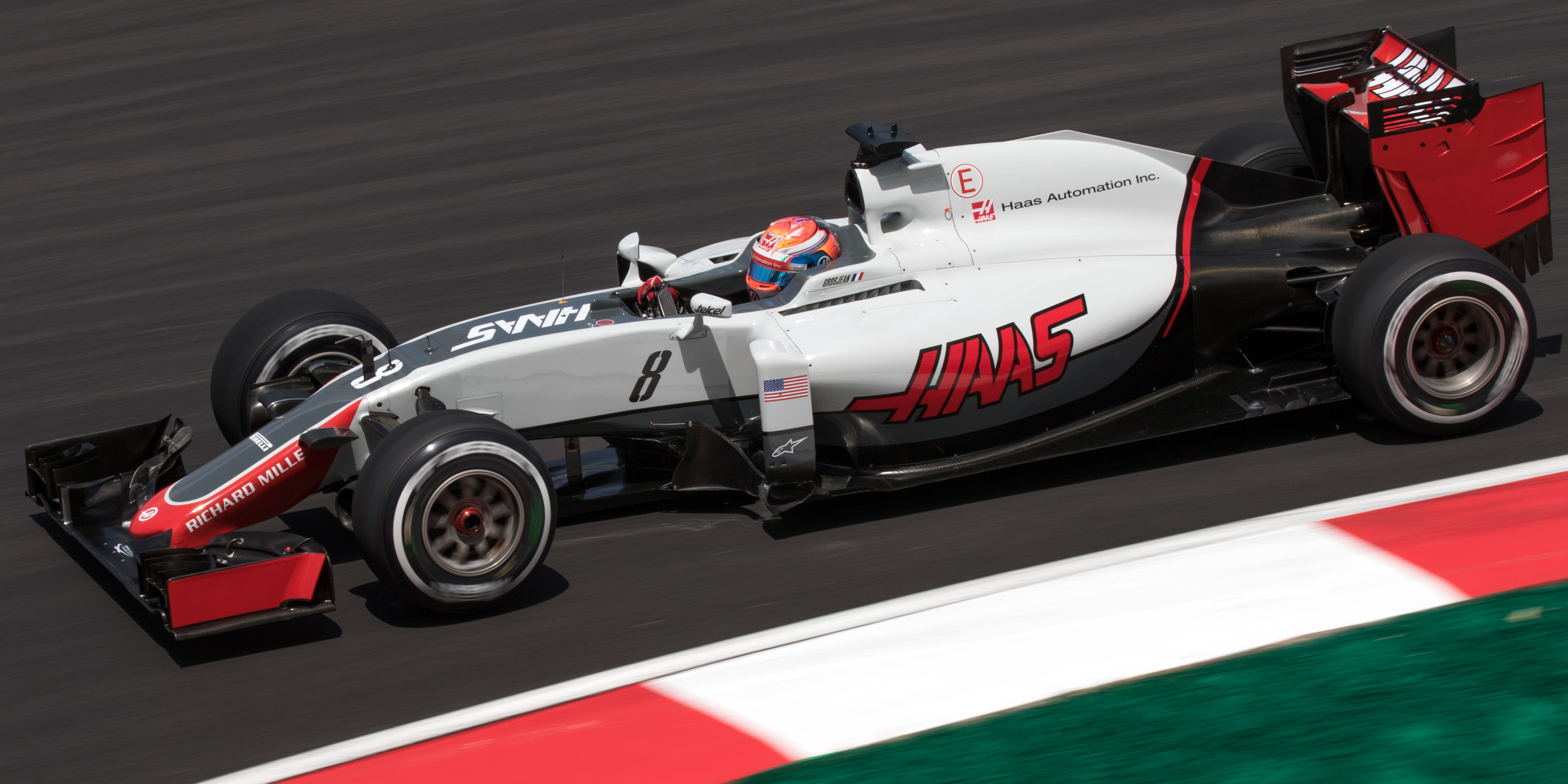
Romain Grosjean podczas Grand Prix Malezji (2016)

W sierpniu 2015 roku szef zespołu prowadził rozmowy z dziesięcioma zawodnikami w celu zakontraktowania dwóch kierowców na sezon 2016. Jednym z tych kierowców był Max Chilton. Ostatecznie pierwszymi kierowcami ekipy Haas na sezon 2016 zostali Romain Grosjean i Esteban Gutiérrez.

### Sezony 2016−2018
Sezon 2016 rozpoczął się dla zespołu bardzo pomyślnie. Już w pierwszym wyścigu, Grand Prix Australii, zdobył swoje pierwsze punkty dzięki Romainowi Grosjeanowi, który na mecie wyścigu zameldował się na 6. pozycji, zdobywając 8 punktów. W Grand Prix Bahrajnu natomiast Grosjean był piąty. Ogółem w 2016 roku Haas zdobył 29 punktów, co dało mu ósme miejsce w klasyfikacji konstruktorów. Było to najwyższe miejsce całkowicie debiutanckiego zespołu w klasyfikacji od 1993 roku.
W sezonie 2017 Estebana Gutiérreza na stanowisku kierowcy zastąpił Kevin Magnussen, który przyszedł z Renault.
W 2018 Haasa nadal reprezentowali Grosjean oraz Magnussen.

### Sezon 2019

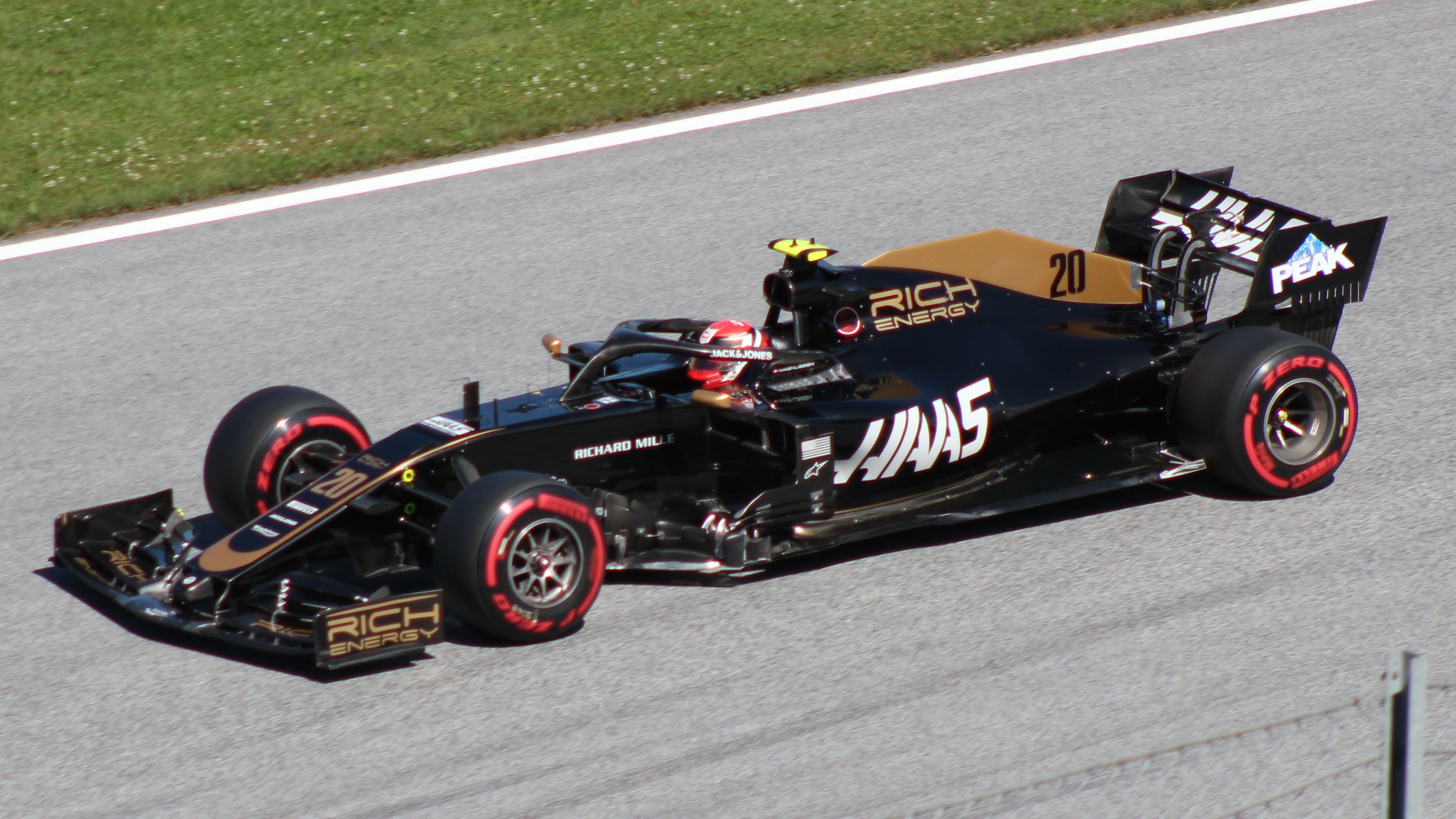
Kevin Magnussen podczas Grand Prix Węgier (2019)

W sezonie 2019 zespół Haas uzyskał sponsora tytularnego w postaci brytyjskiego przedsiębiorstwa wytwarzającej napoje energetyczne Rich Energy. Przed rozpoczęciem sezonu Haas poinformował także, że skład zespołu na przyszły sezon zostanie bez zmian. 10 lipca 2019 r., za pomocą serwisu Twitter poinformował, że umowa sponsorska zostaje rozwiązana z trybem natychmiastowym. Głównym powodem miały być niedostateczne wyniki sportowe, a także brak możliwości rywalizacji z firmą Red Bull. 11 lipca 2019 roku akcjonariusze firmy Rich Energy w swoim oświadczeniu poinformowali, że w dalszym ciągu umowa sponsorska z zespołem Haas będzie obowiązywać. Komunikat firmy w serwisie Twitter uznali za "nieuczciwe działania jednej osoby". W wyścigu na torze Silverstone w Wielkiej Brytanii zespół wystąpił pod nazwą Rich Energy Haas F1 Team. Dwa miesiące później – sprawa kontraktu sponsorskiego firmy Rich Energy powróciła do mediów, za sprawą powrotu zawieszonego wcześniej, prezesa firmy Williama Storeya, który został zawieszony przez radę nadzorczą firmy. Oficjalne stanowisko Rich Energy pojawiło się 9 września 2019 r., dzień po wyścigu na torze Monza, informując za pośrednictwem mediów społecznościowych o rozwiązaniu umowy sponsorskiej ze skutkiem natychmiastowym. Zespół Haas F1 Team odniósł się także do tej informacji, potwierdzając rozwiązanie umowy - usuwając tym samym ze swoich materiałów nazwę tytularną dotychczasowego sponsora. Sezon 2019 zespół Haas F1 Team ukończył na 9. miejscu w klasyfikacji konstruktorów, z kolei kierowcy Kevin Magnussen oraz Romain Grosjean zdobyli kolejno 20 i 8 punktów, co przełożyło się 16 i 18 lokatę.
19 września 2019 roku, zespół Haas F1 Team oficjalnie poinformował, że w sezonie 2020 kierowcami wyścigowymi zostaną Kevin Magnussen oraz Romain Grosjean. W grudniowych testach na torze Yas Marina wziął udział kierowca testowy Haas F1 Team Pietro Fittipaldi oraz Romain Grosjean.

## Wyniki
| Legenda oznaczeń w tabelach wyników Wyświetl szablon na nowej stronie | Legenda oznaczeń w tabelach wyników Wyświetl szablon na nowej stronie                                                                     |
| Oznaczenie                                                            | Wyjaśnienie |
| --------------------------------------------------------------------- | --- |
| Złoty                                                                 | Zwycięzca lub mistrzostwo |
| Srebrny                                                               | 2. miejsce lub wicemistrzostwo |
| Brązowy                                                               | 3. miejsce lub II wicemistrzostwo |
| Zielony                                                               | Ukończył, punktował (w klasyfikacji generalnej, gdy zdobył co najmniej jeden punkt na przestrzeni sezonu, poza trzema powyższymi opcjami) |
| Niebieski                                                             | Ukończył, nie punktował (w klasyfikacji generalnej, gdy nie zdobył co najmniej jednego punktu na przestrzeni sezonu)                      |
| Czerwony                                                              | Nie zakwalifikował się (NZ) |
| Czerwony                                                              | Nie prekwalifikował się (NPK) |
| Różowy                                                                | Nie ukończył (NU) |
| Różowy                                                                | Niesklasyfikowany (NS) (w klasyfikacji generalnej, gdy nie został sklasyfikowany w żadnym wyścigu sezonu)                                 |
| Czarny                                                                | Zdyskwalifikowany (DK) |
| Czarny                                                                | Wykluczony (WYK/EX) |
| Biały                                                                 | Nie wystartował (NW) |
| Biały                                                                 | Kontuzjowany (K/INJ) |
| Biały                                                                 | Wyścig odwołany (OD/C) |
| Bez koloru                                                            | Został wycofany (WYC/WD) |
| Bez koloru                                                            | Nie przybył (NP/DNA) |
| Bez koloru                                                            | Nie brał udziału w treningach (NT/DNP) |
| Bez koloru                                                            | Nie został zgłoszony (–) |
| Pogrubienie                                                           | Start z pole position |
| Kursywa                                                               | Najszybsze okrążenie wyścigu |
| †                                                                     | Nie ukończył, ale jego rezultat został zaliczony ze względu na przejechanie więcej niż 90% dystansu wyścigu.                              |
| *                                                                     | Sezon w trakcie |
| 1/2/3                                                                 | Punktowana pozycja w sprincie |
| Lista systemów punktacji Formuły 1                                    | |

| Sezon | Konstruktor  | Kierowcy          | Wyniki w poszczególnych eliminacjach | Wyniki w poszczególnych eliminacjach | Wyniki w poszczególnych eliminacjach | Wyniki w poszczególnych eliminacjach | Wyniki w poszczególnych eliminacjach | Wyniki w poszczególnych eliminacjach | Wyniki w poszczególnych eliminacjach | Wyniki w poszczególnych eliminacjach | Wyniki w poszczególnych eliminacjach | Wyniki w poszczególnych eliminacjach | Wyniki w poszczególnych eliminacjach | Wyniki w poszczególnych eliminacjach | Wyniki w poszczególnych eliminacjach | Wyniki w poszczególnych eliminacjach | Wyniki w poszczególnych eliminacjach | Wyniki w poszczególnych eliminacjach | Wyniki w poszczególnych eliminacjach | Wyniki w poszczególnych eliminacjach | Wyniki w poszczególnych eliminacjach | Wyniki w poszczególnych eliminacjach | Wyniki w poszczególnych eliminacjach | Wyniki w poszczególnych eliminacjach | Wyniki w poszczególnych eliminacjach | Wyniki w poszczególnych eliminacjach | Wyniki kierowców | Wyniki kierowców | Wyniki konstruktora | Wyniki konstruktora |
| 2016  |              |                   | Australia                            | Bahrajn                              |                                      | Rosja                                | Hiszpania                            | Monako                               | Kanada                               | Unia Europejska                      | Austria                              | Wielka Brytania                      | Węgry                                | Niemcy                               | Belgia                               | Włochy                               | Singapur                             | Malezja                              | Japonia                              | Stany Zjednoczone                    | Meksyk                               | Brazylia                             |                                      |                                      |                                      |                                      | Pkt.             | Msc.             | Pkt.                | Msc.                |
| ----- | ------------ | ----------------- | ------------------------------------ | ------------------------------------ | ------------------------------------ | ------------------------------------ | ------------------------------------ | ------------------------------------ | ------------------------------------ | ------------------------------------ | ------------------------------------ | ------------------------------------ | ------------------------------------ | ------------------------------------ | ------------------------------------ | ------------------------------------ | ------------------------------------ | ------------------------------------ | ------------------------------------ | ------------------------------------ | ------------------------------------ | ------------------------------------ | ------------------------------------ | ------------------------------------ | ------------------------------------ | ------------------------------------ | ---------------- | ---------------- | ------------------- | ------------------- |
| 2016  | Haas-Ferrari | Romain Grosjean   | 6                                    | 5                                    | 19                                   | 8                                    | NU                                   | 13                                   | 14                                   | 13                                   | 7                                    | NU                                   | 14                                   | 13                                   | 13                                   | 11                                   | NW                                   | NU                                   | 11                                   | 10                                   | 20                                   | NW                                   | 11                                   |                                      |                                      |                                      | 29               | 13               | 29                  | 8                   |
| 2016  | Haas-Ferrari | Esteban Gutiérrez | NU                                   | NU                                   | 14                                   | 17                                   | 11                                   | 11                                   | 13                                   | 16                                   | 11                                   | 16                                   | 13                                   | 11                                   | 12                                   | 13                                   | 11                                   | NU                                   | 20                                   | NU                                   | 19                                   | NU                                   | 12                                   |                                      |                                      |                                      | 0                | 21               | 29                  | 8                   |
| 2017  |              |                   | Australia                            |                                      | Bahrajn                              | Rosja                                | Hiszpania                            | Monako                               | Kanada                               | Azerbejdżan                          | Austria                              | Wielka Brytania                      | Węgry                                | Belgia                               | Włochy                               | Singapur                             | Malezja                              | Japonia                              | Stany Zjednoczone                    | Meksyk                               | Brazylia                             |                                      |                                      |                                      |                                      |                                      | Pkt.             | Msc.             | Pkt.                | Msc.                |
| 2017  | Haas-Ferrari | Romain Grosjean   | NU                                   | 11                                   | 8                                    | NU                                   | 10                                   | 8                                    | 10                                   | 13                                   | 6                                    | 13                                   | NU                                   | 7                                    | 15                                   | 9                                    | 13                                   | 9                                    | 14                                   | 15                                   | 16                                   | 11                                   |                                      |                                      |                                      |                                      | 28               | 13               | 47                  | 8                   |
| 2017  | Haas-Ferrari | Kevin Magnussen   | NU                                   | 8                                    | NU                                   | 13                                   | 14                                   | 10                                   | 12                                   | 7                                    | NU                                   | 12                                   | 13                                   | 15                                   | 11                                   | NU                                   | 12                                   | 8                                    | 16                                   | 8                                    | NU                                   | 13                                   |                                      |                                      |                                      |                                      | 19               | 14               | 47                  | 8                   |
| 2018  |              |                   | Australia                            | Bahrajn                              |                                      | Azerbejdżan                          | Hiszpania                            | Monako                               | Kanada                               | Francja                              | Austria                              | Wielka Brytania                      | Niemcy                               | Węgry                                | Belgia                               | Włochy                               | Singapur                             | Rosja                                | Japonia                              | Stany Zjednoczone                    | Meksyk                               | Brazylia                             |                                      |                                      |                                      |                                      | Pkt.             | Msc.             | Pkt.                | Msc.                |
| 2018  | Haas-Ferrari | Romain Grosjean   | NU                                   | 13                                   | 17                                   | NU                                   | NU                                   | 15                                   | 12                                   | 11                                   | 4                                    | NU                                   | 6                                    | 10                                   | 7                                    | DK                                   | 15                                   | 11                                   | 8                                    | NU                                   | 16                                   | 8                                    | 9                                    |                                      |                                      |                                      | 37               | 14               | 93                  | 5                   |
| 2018  | Haas-Ferrari | Kevin Magnussen   | NU                                   | 5                                    | 10                                   | 13                                   | 6                                    | 13                                   | 13                                   | 6                                    | 5                                    | 9                                    | 11                                   | 7                                    | 8                                    | 16                                   | 18                                   | 8                                    | NU                                   | DK                                   | 15                                   | 9                                    | 10                                   |                                      |                                      |                                      | 56               | 9                | 93                  | 5                   |
| 2019  |              |                   | Australia                            | Bahrajn                              |                                      | Azerbejdżan                          | Hiszpania                            | Monako                               | Kanada                               | Francja                              | Austria                              | Wielka Brytania                      | Niemcy                               | Węgry                                | Belgia                               | Włochy                               | Singapur                             | Rosja                                | Japonia                              | Meksyk                               | Stany Zjednoczone                    | Brazylia                             |                                      |                                      |                                      |                                      | Pkt.             | Msc.             | Pkt.                | Msc.                |
| 2019  | Haas-Ferrari | Romain Grosjean   | NU                                   | NU                                   | 11                                   | NU                                   | 10                                   | 10                                   | 14                                   | NU                                   | 16                                   | NU                                   | 7                                    | NU                                   | 13                                   | 16                                   | 11                                   | NU                                   | 13                                   | 17                                   | 15                                   | 13                                   | 15                                   |                                      |                                      |                                      | 8                | 18               | 28                  | 9                   |
| 2019  | Haas-Ferrari | Kevin Magnussen   | 6                                    | 13                                   | 13                                   | 13                                   | 7                                    | 14                                   | 17                                   | 17                                   | 19                                   | NU                                   | 8                                    | 13                                   | 12                                   | NU                                   | 17                                   | 9                                    | 15                                   | 15                                   | 18†                                  | 11                                   | 14                                   |                                      |                                      |                                      | 20               | 16               | 28                  | 9                   |
| 2020  |              |                   | Austria                              |                                      | Węgry                                | Wielka Brytania                      | Wielka Brytania                      | Hiszpania                            | Belgia                               | Włochy                               | Toskania                             | Rosja                                | Niemcy                               | Portugalia                           | Emilia-Romania                       | Turcja                               | Bahrajn                              | Bahrajn                              |                                      |                                      |                                      |                                      |                                      |                                      |                                      |                                      | Pkt.             | Msc.             | Pkt.                | Msc.                |
| 2020  | Haas-Ferrari | Romain Grosjean   | NU                                   | 13                                   | 16                                   | 16                                   | 16                                   | 19                                   | 15                                   | 12                                   | 12                                   | 17                                   | 9                                    | 17                                   | 14                                   | NU                                   | NU                                   | –                                    | –                                    |                                      |                                      |                                      |                                      |                                      |                                      |                                      | 2                | 19               | 3                   | 9                   |
| 2020  | Haas-Ferrari | Pietro Fittipaldi | –                                    | –                                    | –                                    | –                                    | –                                    | –                                    | –                                    | –                                    | –                                    | –                                    | –                                    | –                                    | –                                    | –                                    | –                                    | 17                                   | 19                                   |                                      |                                      |                                      |                                      |                                      |                                      |                                      | 0                | 23               | 3                   | 9                   |
| 2020  | Haas-Ferrari | Kevin Magnussen   | NU                                   | 12                                   | 10                                   | NU                                   | NU                                   | 15                                   | 17                                   | NU                                   | NU                                   | 12                                   | 13                                   | 16                                   | NU                                   | 17†                                  | 17                                   | 15                                   | 18                                   |                                      |                                      |                                      |                                      |                                      |                                      |                                      | 1                | 20               | 3                   | 9                   |
| 2021  |              |                   | Bahrajn                              | Emilia-Romania                       | Portugalia                           | Hiszpania                            | Monako                               | Azerbejdżan                          | Francja                              |                                      | Austria                              | Wielka Brytania                      | Węgry                                | Belgia                               | Holandia                             | Włochy                               | Rosja                                | Turcja                               | Stany Zjednoczone                    | Meksyk                               |                                      | Katar                                | Arabia Saudyjska                     |                                      |                                      |                                      | Pkt.             | Msc.             | Pkt.                | Msc.                |
| 2021  | Haas-Ferrari | Nikita Mazepin    | NU                                   | 17                                   | 19                                   | 19                                   | 17                                   | 14                                   | 20                                   | 18                                   | 19                                   | 17                                   | NU                                   | 17                                   | NU                                   | NU                                   | 18                                   | 20                                   | 17                                   | 18                                   | 17                                   | 18                                   | NU                                   | NW                                   |                                      |                                      | 0                | 21               | 0                   | 10                  |
| 2021  | Haas-Ferrari | Mick Schumacher   | 16                                   | 16                                   | 17                                   | 18                                   | 18                                   | 13                                   | 19                                   | 16                                   | 18                                   | 18                                   | 12                                   | 16                                   | 18                                   | 15                                   | NU                                   | 19                                   | 16                                   | NU                                   | 18                                   | 16                                   | NU                                   | 14                                   |                                      |                                      | 0                | 19               | 0                   | 10                  |
| 2022  |              |                   | Bahrajn                              | Arabia Saudyjska                     | Australia                            | Emilia-Romania                       | Stany Zjednoczone                    | Hiszpania                            | Monako                               | Azerbejdżan                          | Kanada                               | Wielka Brytania                      | Austria                              | Francja                              | Węgry                                | Belgia                               | Holandia                             | Włochy                               | Singapur                             | Japonia                              | Stany Zjednoczone                    | Meksyk                               |                                      |                                      |                                      |                                      | Pkt.             | Msc.             | Pkt.                | Msc.                |
| 2022  | Haas-Ferrari | Kevin Magnussen   | 5                                    | 9                                    | 14                                   | 9                                    | 16                                   | 17                                   | NU                                   | NU                                   | 17                                   | 10                                   | 8                                    | NU                                   | 16                                   | 16                                   | 15                                   | 16                                   | 12                                   | 14                                   | 9                                    | 17                                   | NU                                   | 17                                   |                                      |                                      | 25               | 13               | 37                  | 8                   |
| 2022  | Haas-Ferrari | Mick Schumacher   | 11                                   | NW                                   | 13                                   | 17                                   | 15                                   | 14                                   | NU                                   | 14                                   | NU                                   | 8                                    | 6                                    | 15                                   | 14                                   | 17                                   | 13                                   | 12                                   | 13                                   | 17                                   | 15                                   | 16                                   | 13                                   | 16                                   |                                      |                                      | 12               | 16               | 37                  | 8                   |
| 2023  |              |                   | Bahrajn                              | Arabia Saudyjska                     | Australia                            | Azerbejdżan                          | Stany Zjednoczone                    | Monako                               | Hiszpania                            | Kanada                               | Austria                              | Wielka Brytania                      | Węgry                                | Belgia                               | Holandia                             | Włochy                               | Singapur                             | Japonia                              | Katar                                | Stany Zjednoczone                    | Meksyk                               |                                      | Stany Zjednoczone                    |                                      |                                      |                                      | Pkt.             | Msc.             | Pkt.                | Msc.                |
| 2023  | Haas-Ferrari | Kevin Magnussen   | 13                                   | 10                                   | 17                                   | 13                                   | 10                                   | NU                                   | 18                                   | 17                                   | 18                                   | NU                                   | 17                                   | 15                                   | 14                                   | 18                                   | 10                                   | 15                                   | 14                                   | 14                                   | NU                                   | NU                                   | 13                                   | 20                                   |                                      |                                      | 3                | 19               | 12                  | 10                  |
| 2023  | Haas-Ferrari | Nico Hülkenberg   | 15                                   | 12                                   | 7                                    | 17                                   | 15                                   | 17                                   | 15                                   | 15                                   | NU                                   | 13                                   | 14                                   | 18                                   | 12                                   | 17                                   | 13                                   | 14                                   | 16                                   | 11                                   | 13                                   | 12                                   | 19                                   | 15                                   |                                      |                                      | 9                | 16               | 12                  | 10                  |
| 2024  |              |                   | Bahrajn                              | Arabia Saudyjska                     | Australia                            | Japonia                              |                                      | Stany Zjednoczone                    | Emilia-Romania                       | Monako                               | Kanada                               | Hiszpania                            | Austria                              | Wielka Brytania                      | Węgry                                | Belgia                               | Holandia                             | Włochy                               | Azerbejdżan                          | Singapur                             | Stany Zjednoczone                    | Meksyk                               |                                      | Stany Zjednoczone                    | Katar                                |                                      | Pkt.             | Msc.             | Pkt.                | Msc.                |
| 2024  | Haas-Ferrari | Kevin Magnussen   | 12                                   | 12                                   | 10                                   | 13                                   | 16                                   | 19                                   | 12                                   | NU                                   | 12                                   | 17                                   | 8                                    | 12                                   | 15                                   | 14                                   | 18                                   | 10                                   | –                                    | 19                                   | 11                                   | 7                                    | WD                                   | 12                                   | 9                                    | 16                                   | 16               | 15               | 58                  | 7                   |
| 2024  | Haas-Ferrari | Oliver Bearman    | –                                    | –                                    | –                                    | –                                    | –                                    | –                                    | –                                    | –                                    | –                                    | –                                    | –                                    | –                                    | –                                    | –                                    | –                                    | –                                    | 10                                   | –                                    | –                                    | –                                    | 12                                   | –                                    | –                                    | –                                    | 1 (7)            | 18               | 58                  | 7                   |
| 2024  | Haas-Ferrari | Nico Hülkenberg   | 16                                   | 10                                   | 9                                    | 11                                   | 10                                   | 11                                   | 11                                   | NU                                   | 11                                   | 11                                   | 6                                    | 6                                    | 13                                   | 18                                   | 11                                   | 17                                   | 11                                   | 9                                    | 8                                    | 9                                    | DK                                   | 8                                    | NU                                   | 8                                    | 41               | 11               | 58                  | 7                   |
| 2025  |              |                   | Australia                            |                                      | Japonia                              | Bahrajn                              | Arabia Saudyjska                     | Stany Zjednoczone                    | Emilia-Romania                       | Monako                               | Hiszpania                            | Kanada                               | Austria                              | Wielka Brytania                      | Belgia                               | Węgry                                | Holandia                             | Włochy                               | Azerbejdżan                          | Singapur                             | Stany Zjednoczone                    | Meksyk                               |                                      | Stany Zjednoczone                    | Katar                                |                                      | Pkt.             | Msc.             | Pkt.                | Msc.                |
| 2025  | Haas-Ferrari | Esteban Ocon      | 13                                   | 5                                    | 18                                   | 8                                    | 14                                   | 12                                   | NU                                   | 7                                    | 16                                   | 9                                    | 10                                   | 13                                   | 15                                   | 16                                   |                                      |                                      |                                      |                                      |                                      |                                      |                                      |                                      |                                      |                                      | 27               | 10               | 35                  | 9                   |
| 2025  | Haas-Ferrari | Oliver Bearman    | 14                                   | 8                                    | 10                                   | 10                                   | 13                                   | NU                                   | 17                                   | 12                                   | 17                                   | 11                                   | 11                                   | 11                                   | 11                                   | NU                                   |                                      |                                      |                                      |                                      |                                      |                                      |                                      |                                      |                                      |                                      | 8                | 19               | 35                  | 9                   |